# Chamaesphecia ferganae
Chamaesphecia ferganae is een vlinder uit de familie wespvlinders (Sesiidae), onderfamilie Sesiinae.
De wetenschappelijke naam van de soort is voor het eerst geldig gepubliceerd door Sheljuzhko in 1924. De soort komt voor in het Palearctisch gebied.